# Celso Borges
Celso Borges Mora, surnommé El Tico, né le 27 mai 1988 à San José (Costa Rica), est un footballeur international costaricien. Il joue actuellement au poste de milieu de terrain avec la LD Alajuelense. 
Il est le fils de l'ancien international costaricien Alexandre Guimarães.

## Biographie

### En club
En janvier 2015, il est prêté jusqu'à la fin de la saison avec une option d'achat de deux ans au Deportivo La Corogne.
Le 6 septembre 2020, Borges retourne au Deportivo La Corogne, alors que le club vient d'être relégué en troisième division. Il paraphe un contrat de trois ans avec une année supplémentaire optionnelle.

### En sélection
Celso Borges fait ses débuts en équipe nationale de Costa Rica le 22 juin 2008 contre Grenade.
Le 3 novembre 2022, il est sélectionné par Luis Fernando Suárez pour participer à la Coupe du monde 2022.

## Statistiques

### Statistiques détaillées par saison
| Saison      | Club                 | Pays       | Championnat        | Championnat | Championnat |
| Saison      | Club                 | Pays       | Division           | Matchs      | Buts        |
| ----------- | -------------------- | ---------- | ------------------ | ----------- | ----------- |
| 2005 - 2006 | Deportivo Saprissa   | Costa Rica | Primera División   | 2           | 0           |
| 2006 - 2007 | Deportivo Saprissa   | Costa Rica | Primera División   | 35          | 2           |
| 2007 - 2008 | Deportivo Saprissa   | Costa Rica | Primera División   | 25          | 0           |
| 2008 - 2009 | Deportivo Saprissa   | Costa Rica | Primera División   | 24          | 5           |
| 2009        | Fredrikstad FK       | Norvège    | Tippeligaen        | 22          | 7           |
| 2010        | Fredrikstad FK       | Norvège    | Adeccoligaen       | 26          | 14          |
| 2011        | Fredrikstad FK       | Norvège    | Tippeligaen        | 23          | 7           |
| 2012        | AIK Solna            | Suède      | Allsvenskan        | 29          | 8           |
| 2013        | AIK Solna            | Suède      | Allsvenskan        | 24          | 8           |
| 2014        | AIK Solna            | Suède      | Allsvenskan        | 26          | 6           |
| 2014 - 2015 | Deportivo La Corogne | Espagne    | LaLiga             | 17          | 3           |
| 2015 - 2016 | Deportivo La Corogne | Espagne    | LaLiga             | 24          | 3           |
| 2016 - 2017 | Deportivo La Corogne | Espagne    | LaLiga             | 34          | 6           |
| 2017 - 2018 | Deportivo La Corogne | Espagne    | LaLiga             | 32          | 3           |
| 2018 - 2019 | Göztepe SK           | Turquie    | Süper Lig          | 32          | 1           |
| 2019 - 2020 | Göztepe SK           | Turquie    | Süper Lig          | 21          | 1           |
| 2020 - 2021 | Deportivo La Corogne | Espagne    | Segunda División B | 20          | 2           |
| 2021 - 2022 | LD Alajuelense       | Costa Rica | Primera División   | 21          | 2           |
| 2022 - 2023 | LD Alajuelense       | Costa Rica | Primera División   | 34          | 2           |
| 2023 - 2024 | LD Alajuelense       | Costa Rica | Primera División   | 7           | 0           |

### Buts en sélection
| Buts en sélection de Celso Borges | Buts en sélection de Celso Borges | Buts en sélection de Celso Borges                          | Buts en sélection de Celso Borges | Buts en sélection de Celso Borges | Buts en sélection de Celso Borges | Buts en sélection de Celso Borges |
|                                   | Date                              | Lieu                                                       | Adversaire                        | Score                             | Résultat                          | Compétition                       |
| --------------------------------- | --------------------------------- | ---------------------------------------------------------- | --------------------------------- | --------------------------------- | --------------------------------- | --------------------------------- |
| 1.                                | 6 septembre 2008                  | Estadio Ricardo Saprissa, San José (Costa Rica)            | Suriname                          | 5-0                               | 7-0                               | Éliminatoires coupe du monde 2010 |
| 2.                                | 12 octobre 2008                   | André Kamperveen Stadion, Paramaribo, Suriname             | Suriname                          | 2-0                               | 4-1                               | Éliminatoires coupe du monde 2010 |
| 3.                                | 3 juin 2009                       | Estadio Ricardo Saprissa, San José, Costa Rica             | États-Unis                        | 2-0                               | 3-1                               | Éliminatoires coupe du monde 2010 |
| 4.                                | 6 juin 2009                       | Dwight Yorke Stadium, Bacolet, Trinité-et-Tobago           | Trinité-et-Tobago                 | 2-1                               | 3-2                               | Éliminatoires coupe du monde 2010 |
| 5.                                | 6 juin 2009                       | Dwight Yorke Stadium, Bacolet, Trinité-et-Tobago           | Trinité-et-Tobago                 | 3-2                               | 3-2                               | Éliminatoires coupe du monde 2010 |
| 6.                                | 7 juillet 2009                    | Columbus Crew Stadium, Columbus, Ohio, États-Unis          | Jamaïque                          | 1-0                               | 1-0                               | Gold Cup 2009                     |
| 7.                                | 19 juillet 2009                   | Cowboys Stadium, Dallas, Texas (États-Unis)                | Guadeloupe                        | 1-0                               | 5-1                               | Gold Cup 2009                     |
| 8.                                | 21 janvier 2011                   | Estadio Rommel Fernández, Panama, Panama                   | Panama                            | 1-0                               | 1-1                               | Copa Centroamericana 2011         |
| 9.                                | 16 octobre 2012                   | Stade national du Costa Rica, San José, Costa Rica         | Guyana                            | 6-0                               | 7-0                               | Éliminatoires Coupe du monde 2014 |
| 10.                               | 20 janvier 2013                   | Stade national du Costa Rica, San José, Costa Rica         | Nicaragua                         | 2-0                               | 2-0                               | Éliminatoires Coupe du monde 2014 |
| 11.                               | 19 juin 2013                      | Stade national du Costa Rica, San José, Costa Rica         | Panama                            | 2-0                               | 2-0                               | Éliminatoires Coupe du monde 2014 |
| 12.                               | 14 août 2013                      | Estadio Quisqueya, Santo Domingo, République dominicaine   | République dominicaine            | 1-0                               | 4-0                               | Match amical                      |
| 13.                               | 14 août 2013                      | Estadio Quisqueya, Santo Domingo, République dominicaine   | République dominicaine            | 2-0                               | 4-0                               | Match amical                      |
| 14.                               | 6 septembre 2013                  | Stade national du Costa Rica, San José, Costa Rica         | États-Unis                        | 2-0                               | 3-1                               | Éliminatoires Coupe du monde 2014 |
| 15.                               | 6 juin 2014                       | PPL Park, Chester, États-Unis                              | République d'Irlande              | 1-1                               | 1-1                               | Match amical                      |
| 16.                               | 3 septembre 2014                  | Robert F. Kennedy Memorial Stadium, Washington, États-Unis | Nicaragua                         | 1-0                               | 3-0                               | Copa Centroamericana 2014         |
| 17.                               | 7 septembre 2014                  | Cotton Bowl, Dallas, États-Unis                            | Panama                            | 1-2                               | 2-2                               | Copa Centroamericana 2014         |
| 18.                               | 14 octobre 2014                   | Stade de la Coupe du monde de Séoul, Séoul, Corée du Sud   | Corée du Sud                      | 1-0                               | 3-1                               | Match amical                      |
| 19.                               | 14 octobre 2014                   | Stade de la Coupe du monde de Séoul, Séoul, Corée du Sud   | Corée du Sud                      | 2-1                               | 3-1                               | Match amical                      |
| 20.                               | 29 mars 2016                      | Stade national du Costa Rica, San José, Costa Rica         | Jamaïque                          | 1-0                               | 3-0                               | Éliminatoires Coupe du monde 2018 |
| 21.                               | 11 juin 2016                      | NRG Stadium, Houston, États-Unis                           | Colombie                          | 3-1                               | 3-2                               | Copa América Centenario           |

NB : Les scores sont affichés sans tenir compte du sens conventionnel en cas de match à l'extérieur (Costa Rica-adversaire)

## Palmarès

### En club
- Avec Deportivo Saprissa :
  - Champion du Costa Rica en 2006, 2007, 2007 (Apertura), 2008 (Clausura) et 2008 (Apertura).